# Let’s Go (Lied)
Let’s Go ist ein Dance-Pop-Titel des schottischen DJs Calvin Harris und die dritte Singleauskopplung des Albums 18 Months.
Der Song wurde in Deutschland am 30. März 2012 veröffentlicht und entstand als Zusammenarbeit Calvin Harris’ mit dem R&B-Sänger Ne-Yo. Der Text wurde vom Duo selbst geschrieben. Die Musik wurde von Calvin Harris komponiert.

## Hintergrund
Der Song fordert auf, jetzt loszulegen, da es keinen besseren Zeitpunkt gibt. Im Musikvideo sieht man zahlreiche junge Menschen, die sich aufmachen, ins Nachtleben, zum Sport und schließlich auf ein großes Festival, bei dem Calvin Harris auflegt.
Der Song wurde in Großbritannien für einen Pepsi-Max-Werbespot benutzt und dadurch populär.

## Kommerzieller Erfolg

### Chartplatzierungen
Das Lied erzielte in mehreren Ländern Erfolge. Es debütierte in den britischen Singlecharts auf Platz 2; in den US-amerikanischen Billboard Hot 100 auf Platz 17, in Deutschland erreichte das Lied Platz 59, in Österreich Platz 49 und in der Schweiz Platz 40.
| ChartsChartplatzierungen       | Höchstplatzierung | Wochen |
| ------------------------------ | ----------------- | ------ |
| Deutschland (GfK)              | 59 (10 Wo.)       | 10     |
| Österreich (Ö3)                | 49 (8 Wo.)        | 8      |
| Schweiz (IFPI)                 | 40 (5 Wo.)        | 5      |
| Vereinigte Staaten (Billboard) | 17 (20 Wo.)       | 20     |
| Vereinigtes Königreich (OCC)   | 2 (18 Wo.)        | 18     |

| ChartsJahrescharts (2012)      | Platzierung |
| ------------------------------ | ----------- |
| Vereinigte Staaten (Billboard) | 65          |
| Vereinigtes Königreich (OCC)   | 66          |

### Auszeichnungen für Musikverkäufe
| Land/Region                  | Auszeichnungen für Musikverkäufe (Land/Region, Auszeichnung, Verkäufe) | Verkäufe  |
| ---------------------------- | ---------------------------------------------------------------------- | --------- |
| Australien (ARIA)            | 2× Platin                                                              | 140.000   |
| Brasilien (PMB)              | Platin                                                                 | 60.000    |
| Kanada (MC)                  | Platin                                                                 | 80.000    |
| Schweden (IFPI)              | Platin                                                                 | 40.000    |
| Vereinigte Staaten (RIAA)    | Gold                                                                   | 500.000   |
| Vereinigtes Königreich (BPI) | Platin                                                                 | 600.000   |
| Insgesamt                    | 1× Gold · 6× Platin ·                                                  | 1.420.000 |

Hauptartikel: Calvin Harris/Auszeichnungen für Musikverkäufe